# طارم (کوهرنگ)
طارم روستایی است در شهرستان کوهرنگ، بخش بازفت، استان چهارمحال و بختیاریاین روستا یکی از زیباترین وبکرترین روستاهای بازفت است

## تنوع قومیتی
جمعیت این روستا را مردم بختیاری از طایفه  کیارسی بهداروندتشکیل داده اند که از جمله انها تیره نورالدین وند است 

## آب وهوا
آب و هوای این روستا درتابستان گرم تا 47درجه سانتیگراد ودر زمستان تا منفی6 درجه میرود به طورکلی آب وهوای خوب همراه باطبیعت بکر و دست نخورده باعث شده بیشتر ساکنان قدیمی این روستا که به شهر رفته بودند بازگردند شغل بیشتر مردم این روستا کشاورزی ودامداری است .

## ساختار منطقه ای
[این منطقه از دیرباز سکونتگاه  طایفه کیارسی بوده است و در واقع شاهراه اتصال روستاهای دورک والگی هم به حساب میاید ودسترسی نزدیک تری به شهرک تلورد نسبت به دو روستای یاد شده دارد]] 

جمع آوری اطلاعات :شایان محبی نورالدین وند